# Battling Shaw
Pour les articles homonymes, voir Shaw.
Battling Shaw, de son vrai nom Jose Flores Perez, est un boxeur mexicain né le 21 octobre 1910 à Nuevo Laredo et mort le 27 août 1994.

## Carrière
Passé professionnel en 1927, il devient champion du monde des poids super-légers le 20 février 1933 après sa victoire aux points contre Johnny Jadick. Battu dès la première défense de son titre par Tony Canzoneri le 21 mai 1933, il met un terme à sa carrière en 1938 sur un bilan de 73 victoires, 28 défaites et 8 matchs nuls.